# Barbula mutica
Barbula mutica là một loài Rêu trong họ Pottiaceae. Loài này được (Brid.) Broth. mô tả khoa học đầu tiên năm 1902.